# NGC 4833
إن جي سي 4833 (NGC 4833، المعروف أيضا باسم كالدويل 105) هي عنقود مغلق اكتشفها نيكولاس لويس دو لكيل بين عامي 1751 و1752 خلال رحلة إلى جنوب أفريقيا، وقام بفهرستها في عام 1755. لاحقا،  قام جيمس دنلوب والسير جون هيرشل بفهرستها بشكل أكثر دقة إذ أنه استعمل ادرات تحدد كل نجمة بمفردها. 
يقع العنقود  في لجنوب كوكبة الذبابة على مسافة 21,200 سنة ضوئية من الأرض. وهي محتجبة جزئيا من قبل منطقة مغبشة من مسطح المجرة.

## معرض

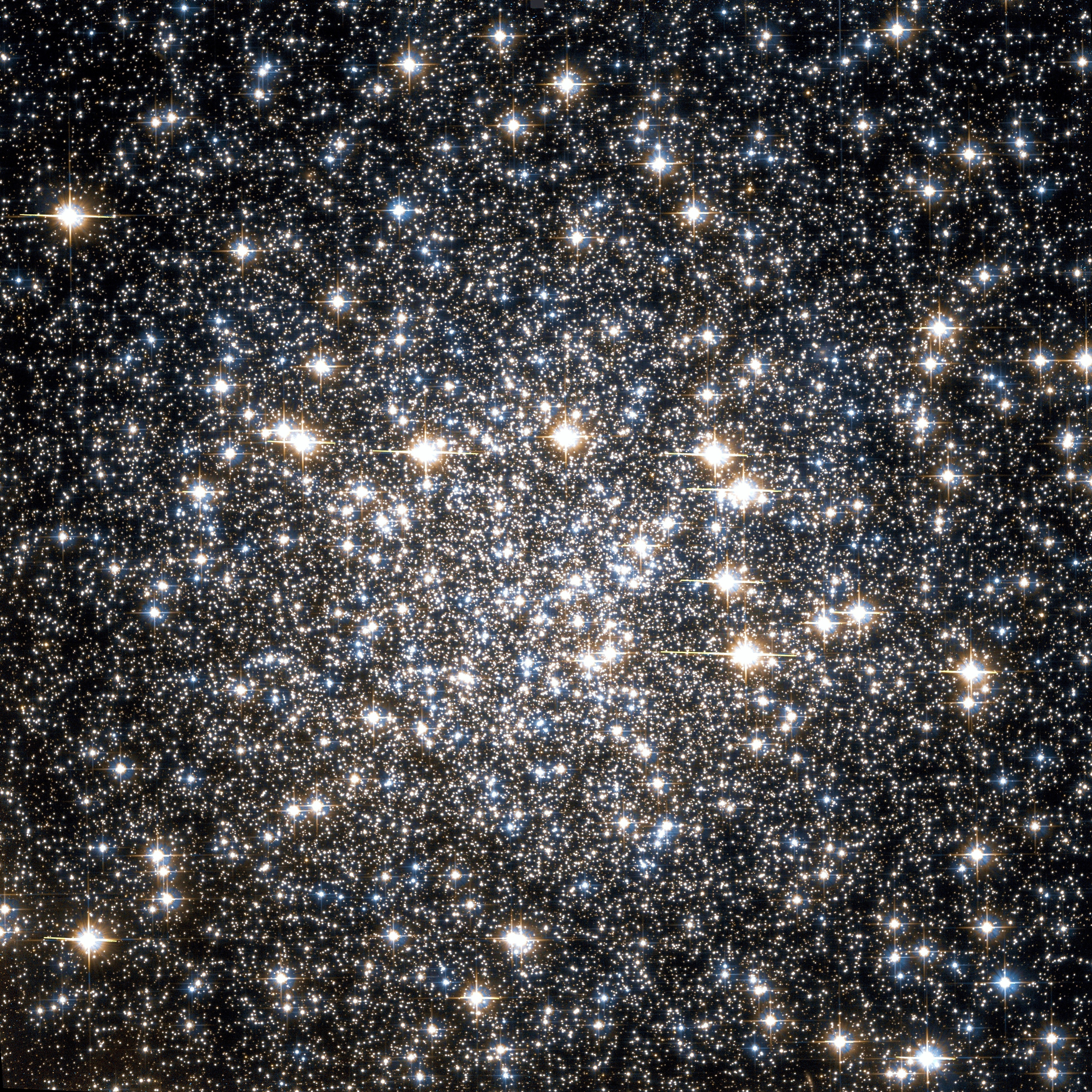
NGC 4833 by Hubble Space Telescope; 3.5′ view

## للإستزادة
- الدليل العام الجديد

## وصلات خارجية
- المعلومات الأساسية والبيانات
- تم تصويرها من قبل هواة المرصد الفلكي أنتيهيو.
- الموقع بالنسبة إلى كتلة قريبة من إن جي سي 4372

- NGC 4833 على موقع ويكي سكاي: DSS2, SDSS, GALEX, IRAS, Hydrogen α, X-Ray, Astrophoto, Sky Map, Articles and images